# Le Cerveau
Le Cerveau is een Franse filmkomedie uit 1969 onder regie van Gérard Oury.
Deze komedie was de meest succesrijke film aan de Franse filmkassa's in 1969, op Once Upon a Time in the West na.

## Verhaal
Kolonel Carol Matthews heeft de grote Engelse treinroof bedacht en wordt daarom "het brein" genoemd. Hij wil nu een deel van het fortuin van de NAVO bemachtigen, dat van Parijs naar Brussel wordt vervoerd.

## Rolverdeling
| Acteur             | Personage              |
| ------------------ | ---------------------- |
| Jean-Paul Belmondo | Arthur Lespinasse      |
| Bourvil            | Anatole                |
| David Niven        | Kolonel Carol Matthews |
| Eli Wallach        | Frankie Scannapieco    |
| Silvia Monti       | Sofia                  |
| Tommy Duggan       | Cummings               |
| Sophie Grimaldi    | Blondje in de trein    |
| Frank Valois       | Bruno                  |
| Jacques Ciron      | Inspecteur Dubœuf      |
| Jacques Balutin    | Inspecteur Pochet      |
| Robert Dalban      | de verkouden Belg      |